# Bunuri mobile din domeniul arheologie clasate în patrimoniul cultural național al României aflate în județul Giurgiu
Acestă listă conține bunurile mobile din domeniul arheologie clasate în Patrimoniul cultural național al României aflate la momentul clasării în județul Giurgiu.

## Tezaur
| Foto | Informații generale   | Detalii tehnice | Descriere | Deținător                                    | Legături |
| ---- | --------------------- | --- | --- | -------------------------------------------- | -------- |
|      | Figurină antropomorfă | Datare: ultima jumătate a mil. V a.Chr. Descoperit: jud. Giurgiu, Bila Material: lut, modelare manuală, ardere                                 | Figurină antropomorfă feminină cu brațe ridicate oblic, realizată din lut modelat cu mâna. Decorul este realizat prin incizii. | Muzeul Județean „Teohari Antonescu”, Giurgiu | Cimec    |
|      | Figurină antropomorfă | Datare: ultima jumătate a mil. V a.Chr. Descoperit: jud. Giurgiu, com. Tangâru, Tangâru Material: lut, modelare manuală, ardere                | Figurină antropomorfă feminină realizată din lut modelat cu mâna. Decorul este realizat prin incizii. | Muzeul Județean „Teohari Antonescu”, Giurgiu | Cimec    |
|      | Figurină antropomorfă | Datare: ultima jumătate a mil. V a.Chr. Descoperit: jud. Giurgiu, com. Tangâru, Tangâru Material: lut, modelare manuală, ardere                | Figurină antropomorfă feminină realizată din lut modelat cu mâna. Decorul este realizat prin incizii. | Muzeul Județean „Teohari Antonescu”, Giurgiu | Cimec    |
|      | Figurină antropomorfă | Datare: ultima jumătate a mil. V a.Chr. Descoperit: jud. Giurgiu, com. Tangâru, Tangâru Material: lut, modelare manuală, ardere                | Figurină antropomorfă feminină realizată din lut modelat cu mâna. Triunghiul sexual este reprezentat printr-o impresiune făcută cu unghia. Se păstrează jumătatea inferioară, de la talie în jos. | Muzeul Județean „Teohari Antonescu”, Giurgiu | Cimec    |
|      | Figurină antropomorfă | Datare: ultima jumătate a mil. V a.Chr. Descoperit: jud. Giurgiu, com. Tangâru, Tangâru Material: lut, modelare manuală, ardere                | Figurină antropomorfă feminină realizată din lut modelat cu mâna. Decorul este realizat prin incizii. | Muzeul Județean „Teohari Antonescu”, Giurgiu | Cimec    |
|      | Figurină antropomorfă | Datare: ultima jumătate a mil. V a.Chr. Descoperit: jud. Călărași, com. Mânăstirea, Sultana, Malu Roșu Material: lut, modelare manuală, ardere | Figurină antropomorfă feminină realizată din lut modelat cu mâna. Figurina prezintă pe ambele părți ale capului câte trei perforații. | Muzeul Județean „Teohari Antonescu”, Giurgiu | Cimec    |
|      | Figurină antropomorfă | Datare: ultima jumătate a mil. V a.Chr. Descoperit: jud. Giurgiu, com. Tangâru, Tangâru Material: lut, modelare manuală, ardere                | Figurină antropomorfă feminină realizată din lut modelat cu mâna, decorată cu incizii. | Muzeul Județean „Teohari Antonescu”, Giurgiu | Cimec    |
|      | Figurină antropomorfă | Datare: ultima jum. a mil. V a.chr. Descoperit: jud. Giurgiu, Petru Rareș Material: lut, modelare manuală, ardere                              | Figurină antropomorfă feminină realizată din lut modelat cu mâna, triunghiul sexual fiind realizat printr-o impresiune ușoară, iar sânii prin două proeminențe rotunde. | Muzeul Județean „Teohari Antonescu”, Giurgiu | Cimec    |
|      | Figurină antropomorfă | Datare: ultima jumătate a mil. V a.Chr. Descoperit: jud. Călărași, com. Mânăstirea, Sultana, Malu Roșu Material: lut, modelare manuală, ardere | Vas antropomorf bitronconic, cu capac, de culoare cărămizie, decorat cu caneluri și pictură cu alb. Piesa este lucrată manual, din lut galben-cărămiziu și ars. | Muzeul Județean „Teohari Antonescu”, Giurgiu | Cimec    |
|      | Scaun miniatural      | Descoperit: jud. Giurgiu, com. Bucșani, La Pod Material: lut; modelare cu mâna; ardere oxidantă                                                | Scaun miniatural din lut, cu spătar în formă de „casă”, cu perforație mediană. | Muzeul Județean „Teohari Antonescu”, Giurgiu | Cimec    |
|      | Idol                  | Descoperit: jud. Giurgiu, com. Bucșani, La Pod Material: lut; modelare cu mâna; ardere oxidantă                                                | Idol antropomorf feminin, decorat în zona pelviană cu o incizie triunghiulară aflată cu vârful în jos. Picioarele sunt delimitate clar printr-o linie incizată care pornește de la vârful triunghiului. Stauetei îi lipsește capul și brațul drept. | Muzeul Județean „Teohari Antonescu”, Giurgiu | Cimec    |
|      | Idol                  | Descoperit: jud. Călărași, Mănăstirea Sultana Material: lut; modelare cu mâna; ardere oxidantă                                                 | Plastică antropomorfă, în formă de mână. | Muzeul Județean „Teohari Antonescu”, Giurgiu | Cimec    |
|      | Idol                  | Descoperit: jud. Călărași, Mănăstirea Sultana Material: lut; modelare cu mâna; ardere                                                          | Plastică antropomorfă, în formă de mână. | Muzeul Județean „Teohari Antonescu”, Giurgiu | Cimec    |
|      | Scaun miniatural      | Descoperit: jud. Călărași, Mănăstirea Sultana Material: lut; modelare cu mâna; ardere                                                          | Scaun miniatural, cu spătar în formă de „casă”, perforat, realizat din lut de culoare galben cenușiu. | Muzeul Județean „Teohari Antonescu”, Giurgiu | Cimec    |
|      | Scaun miniatural      | Descoperit: jud. Călărași, Mănăstirea Sultana Material: lut; modelare cu mâna; ardere                                                          | Scaun miniatural, cu spătar în formă de „casă”, plin. Piesa este realizată din lut galben-cenușiu. | Muzeul Județean „Teohari Antonescu”, Giurgiu | Cimec    |
|      | Figurină              | Descoperit: jud. Călărași, Mănăstirea Sultana Material: lut; modelare cu mâna; ardere                                                          | Figurină antropomorfă, așezată pe un scaun. Figurina are brațele încrucișate peste piept. Scaunul miniatural are spătarul de tip „casă”. Figurinei îi lipsesc capul și picioarele. De asemenea lipsesc și picioarele scaunului. Piesa este realizată din lut de culoare galben-cenușiu. | Muzeul Județean „Teohari Antonescu”, Giurgiu | Cimec    |
|      | Figurină              | Descoperit: jud. Călărași, Mănăstirea Sultana Material: lut; modelare cu mâna; ardere                                                          | Figurină zoomorfă, în formă de pasăre cu aripile deschise. Decorul este compus din incizii, încrustate cu pastă albă, în formă de V-uri cu vârful înspre centrul figurinei. Figurina mai este pictată cu alb pe cap și pe suprafața interioară. Piesa are o perforație centrală. | Muzeul Județean „Teohari Antonescu”, Giurgiu | Cimec    |
|      | Figurină              | Descoperit: jud. Giurgiu, com. Stoenești, Tangâru Material: os; șlefuire; încrustare; perforare                                                | Figurină antropomorfă, din os, de formă plată. Capul figurinei are o formă trapezoidală, decorată cu câte trei perforații laterale, ochii sunt marcați prin două puncte adâncite, gura este o incizie subliniată de patru puncte adâncite. La gât are un alt punct adâncit, trunchiul romboidal, perforat lateral, și decorat pe linia mediană cu șase puncte adâncite. Pe abdomen este decorată cu șapte puncte subliniate de o linie incizată. La partea inferioară a figurinei se observă triunghiul sexual incizat, încadrat de zece puncte adâncite (patru pe latura superioară și câte trei pe celelalte laturi). La nivelul genunchilor și pe gambe are incizii orizontale. | Muzeul Județean „Teohari Antonescu”, Giurgiu | Cimec    |
|      | Figurină              | Descoperit: jud. Călărași, Mănăstirea Sultana Material: corn; șlefuire; perforare                                                              | Figurină antropomorfă, din placă de os, cu secțiunea convexă, cu marginea de sus rotunjită, iar pe una din laturi are o crestătură. Picioarele sunt despărțite virtual pe față și pe spate prin incizii, iar spre bază sunt separate efectiv. Triunghiul sexual incizat are deasupra șapte puncte adâncite, iar sub celelalte două laturi câte trei șiruri de astfel de puncte. Pe picioare se află grupe de câte trei, respectiv două șiruri de puncte adâncite, dispuse relativ simetric. Degetele de la labele picioarelor marcate prin incizii. Deasupra lor se află câte un punct adâncit și benzi cu capete lățite, incizate, decor ce se contiuă și pe spatele piesei.      | Muzeul Județean „Teohari Antonescu”, Giurgiu | Cimec    |
|      | Figurină              | Descoperit: jud. Călărași, Mănăstirea Sultana Material: os; șlefuire; perforare                                                                | Figurină antropomorfă, de formă prismatică. Are câte două perforații la fiecare ureche. | Muzeul Județean „Teohari Antonescu”, Giurgiu | Cimec    |
|      | Figurină              | Descoperit: jud. Călărași, Mănăstirea Sultana Material: os; șlefuire; perforare                                                                | Figurină antropomorfă, cu cap prismatic. Piesa are câte patru perforații la fiecare ureche, iar ochii sunt marcați prin două incizii, aflate de o parte și de alta a muchiei mediane. | Muzeul Județean „Teohari Antonescu”, Giurgiu | Cimec    |
|      | Figurină              | Descoperit: jud. Călărași, Mănăstirea Sultana Material: os; șlefuire; perforare                                                                | Figurină antropomorfă cu cap prismatic. Piesa are câte două perforații la fiecare ureche, o perforație transversală (stânga - dreapta) în zona gâtului, o incizie longitudinală aflată pe muchia centrală, și încă două perforații aflate una la baza figurinei și una la cap. | Muzeul Județean „Teohari Antonescu”, Giurgiu | Cimec    |
|      | Mască antropomorfă    | Descoperit: jud. Călărași, Mănăstirea Sultana Material: lut; modelare cu mâna; ardere                                                          | Reprezentare zoomorfă din lut. Mască miniaturală ce reprezintă un cap de animal, decorat cu incizii în formă de V-uri, opuse la vârf, dispuse pe fruntea și botul măștii. Alte două incizii de formă aproximativ ovală, simbolizează ochii figurinei. Două protuberanțe aflate deasupra ochilor semnifică urechile animalului. | Muzeul Județean „Teohari Antonescu”, Giurgiu | Cimec    |
|      | Capac                 | Descoperit: jud. Călărași, Mănăstirea Sultana Material: lut; modelare cu mâna; ardere                                                          | Capac antropomorf, cu trăsături bine conturate. Urechea stângă este decorată cu șase perforații, iar cea dreaptă cu cinci. Părul și ochii figurinei sunt marcate prin incizii încrustate cu pastă albă. La baza nasului se află două incizii circulare, iar sub buza de jos, șase. Gura este foarte bine conturată. | Muzeul Județean „Teohari Antonescu”, Giurgiu | Cimec    |
|      | Masă miniaturală      | Descoperit: jud. Călărași, Mănăstirea Sultana Material: lut; modelare cu mâna; ardere                                                          | Masă miniaturală din lut. | Muzeul Județean „Teohari Antonescu”, Giurgiu | Cimec    |
|      | Phallus               | Descoperit: jud. Călărași, Mănăstirea Sultana Material: lut; modelare cu mâna; perforare; ardere                                               | Phalus din lut, cu perforație mediană. Perforația are formă tronconică. | Muzeul Județean „Teohari Antonescu”, Giurgiu | Cimec    |
|      | Phallus               | Descoperit: jud. Călărași, Mănăstirea Sultana Material: lut; modelare cu mâna; perforare; ardere                                               | Phalus din lut, evazat la bază, cu perforație tronconică mediană. | Muzeul Județean „Teohari Antonescu”, Giurgiu | Cimec    |
|      | Placă                 | Descoperit: jud. Giurgiu, com. Izvoarele, Petru Rareș Material: lut; modelare cu mâna; perforare; ardere                                       | Obiect din lut, cu patru lobi și perforație centrală. | Muzeul Județean „Teohari Antonescu”, Giurgiu | Cimec    |
|      | Castron               | Descoperit: jud. Călărași, Mănăstirea Sultana Material: lut; modelare cu mâna; ardere                                                          | Castron tronconic, cu decor șlefuit și grafitat la interior și exterior. Are buza răsfrântă spre interior, iar pe suprafața exterioară, în zona apropiată buzei, are o proeminență conică rotunjită. | Muzeul Județean „Teohari Antonescu”, Giurgiu | Cimec    |
|      | Castron               | Descoperit: jud. Călărași, Mănăstirea Sultana Material: lut; modelare cu mâna; ardere                                                          | Castron bitronconic, decorat prin șlefuire și grafitare. Decorul acoperă toată suprafața interioară a vasului, iar la exterior acoperă zona dintre buză și umăr. | Muzeul Județean „Teohari Antonescu”, Giurgiu | Cimec    |
|      | Castron               | Descoperit: jud. Călărași, Mănăstirea Sultana Material: lut; modelare cu mâna; ardere                                                          | Castron tronconic, din lut brun-cenușiu. Vasul este decorat la interior cu motive geometrice. Decorul este realizat prin șlefuire și grafitare. | Muzeul Județean „Teohari Antonescu”, Giurgiu | Cimec    |
|      | Capac                 | Descoperit: jud. Călărași, Mănăstirea Sultana Material: lut; modelare cu mâna; ardere                                                          | Capac realizat din lut brun-cenușiu, decorat prin șlefuire și grafitare, la exterior. Un alt element de decor îl reprezintă cele zece perforații aflate aproximativ pe linia mediană a vasului. Pe suprafața exterioară mai are trei caneluri de aproximativ 13 mm lățime și două proeminențe: una centrală (mai mare - mânerul) și una excentrică aflată în marginea capacului (mai mică). | Muzeul Județean „Teohari Antonescu”, Giurgiu | Cimec    |
|      | Capac                 | Descoperit: jud. Călărași, Mănăstirea Sultana Material: lut; modelare cu mâna; ardere                                                          | Capac din lut galben-cenușiu, decorat prin lustruire și pictare cu alb și roșu. Decorul reprezintă motive florale - lalele. Are o apucătoare poziționată central. Piesa este capacul vasului cu nr. de inventar 3072. Capacul este restaurat în proporție de 2/3. | Muzeul Județean „Teohari Antonescu”, Giurgiu | Cimec    |
|      | Vas bitronconic       | Descoperit: jud. Călărași, Mănăstirea Sultana Material: lut; modelare cu mâna; ardere                                                          | Vas bitronconic din lut galben-cenușiu, decorat prin lustruire și pictare cu alb și roșu. Decorul reprezintă motive florale - lalele. (Vas cu capac, vezi piesa cu nr. inventar 3063). | Muzeul Județean „Teohari Antonescu”, Giurgiu | Cimec    |
|      | Castron               | Descoperit: jud. Călărași, Mănăstirea Sultana Material: lut; modelare cu mâna; ardere                                                          | Castron tronconic, din lut galben-cărămiziu. Decorul este realizat prin pictare cu alb și roșu și reprezintă forme geometrice - romburi. În centrul vasului, pe fund, sunt aplicate două reprezentări antropomorfe de sex masculin, respectiv feminin. Figurina masculină stă cu mâna după gâtul figurinei feminine. | Muzeul Județean „Teohari Antonescu”, Giurgiu | Cimec    |
|      | Capac                 | Descoperit: jud. Călărași, Mănăstirea Sultana Material: lut; modelare cu mâna; ardere                                                          | Capac de culoare cărămizie, decorat cu cinci caneluri situate în zona mediană a capacului și cu câte două linii paralele pictate cu alb, aflate de o parte și de alta a canelurilor. | Muzeul Județean „Teohari Antonescu”, Giurgiu | Cimec    |
|      | Vas antropomorf       | Descoperit: jud. Călărași, Mănăstirea Sultana Material: lut; modelare cu mâna; ardere                                                          | Vas antropomorf bitronconic, de culoare cărămizie, decorat cu caneluri și pictură cu alb. | Muzeul Județean „Teohari Antonescu”, Giurgiu | Cimec    |
|      | Vas bitronconic       | Descoperit: jud. Călărași, Mănăstirea Sultana Material: lut; modelare cu mâna; ardere                                                          | Vas bitronconic, modelat cu mâna din lut galben-cărămiziu. Decorul este compus din benzi de caneluri intercalate cu benzi pictate cu alb. Pe gâtul vasului decorul este realizat prin șlefuire și pictare cu alb. | Muzeul Județean „Teohari Antonescu”, Giurgiu | Cimec    |
|      | Vas bitronconic       | Descoperit: jud. Călărași, Mănăstirea Sultana Material: lut; modelare cu mâna; ardere                                                          | Vas bitronconic de mari dimensiuni, lucrat din lut galben-cărămiziu. Vasul este decorat la exterior doar pe jumătatea exterioară. Decorul este realizat prin șlefuire și pictare cu roșu. | Muzeul Județean „Teohari Antonescu”, Giurgiu | Cimec    |
|      | Ac                    | Descoperit: jud. Giurgiu, com. Bucșani, Bucșani, La Pod Material: cupru; batere la rece                                                        | Ac de cupru, realizat prin batere. Are o formă aproximativ conică în jumătatea dinspre vârf, iar spre bază are formă rectangulară. | Muzeul Județean „Teohari Antonescu”, Giurgiu | Cimec    |
|      | Ac cu protomă         | Descoperit: jud. Giurgiu, com. Bucșani, Bucșani, La Pod Material: cupru; batere la rece                                                        | Ac de cupru, realizat prin batere. Are o formă aproximativ conică, iar capătul este bătut în formă de romb. | Muzeul Județean „Teohari Antonescu”, Giurgiu | Cimec    |
|      | Mărgea                | Descoperit: jud. Călărași, Mănăstirea Sultana Material: marmură; șlefuire; perforare                                                           | Mărgele din marmură albă, șlefuite și perforate. Trei piese au formă bitronconică, una de formă paralelipipedică, iar restul de 19 sunt cilindrice. | Muzeul Județean „Teohari Antonescu”, Giurgiu | Cimec    |

## Fond
| Foto | Informații generale | Detalii tehnice | Descriere | Deținător                                    | Legături |
| ---- | ------------------- | --- | --- | -------------------------------------------- | -------- |
|      | Placă               | Descoperit: jud. Călărași, com. Mânăstirea, Sultana, Malu Roșu Dimensiuni: diametrul perforației = 22 mm Material: lut ars; ardere, modelare cu mâna | Obiect cilindric din lut, cu perforație mediană (diametrul perforației - 22 mm). | Muzeul Județean „Teohari Antonescu”, Giurgiu | Cimec    |
|      | Lingură             | Descoperit: jud. Călărași, com. Mânăstirea, Sultana, Malu Roșu Material: lut ars; ardere, modelare cu mâna                                           | Lingură din lut galben-cenușiu cu coadă scurtă. | Muzeul Județean „Teohari Antonescu”, Giurgiu | Cimec    |
|      | Săpăligă            | Descoperit: jud. Călărași, com. Mânăstirea, Sultana, Malu Roșu Material: piesă realizată din corn de cerb prin șlefuire și perforare                 | Săpăligă din corn de cerb, cu gaură de înmănușare rectangulară. Obiectul păstrează pe suprafața exterioară elementele caracteristice cornului.                                      | Muzeul Județean „Teohari Antonescu”, Giurgiu | Cimec    |
|      | Săpăligă            | Descoperit: jud. Călărași, com. Mânăstirea, Sultana, Malu Roșu Material: piesă realizată din corn de cerb prin șlefuire și perforare                 | Fragment de săpăligă din corn de cerb, cu gaură de înmănușare rectangulară. Obiectul păstrează pe suprafața exterioară elemente caracteristice materialului din care este realizat. | Muzeul Județean „Teohari Antonescu”, Giurgiu | Cimec    |
|      | Săpăligă            | Descoperit: jud. Giurgiu, com. Băneasa, Pietrele, Gorgana Material: piesă realizată din corn de cerb prin șlefuire și perforare                      | Săpăligă din corn de cerb, cu gaură de înmănușare ovală (D1=26; D2=24). Păstrează pe suprafața exterioară elementele caracteristice cornului.                                       | Muzeul Județean „Teohari Antonescu”, Giurgiu | Cimec    |